# Parco di Baddimanna
Il parco di Baddimanna è una grande pineta situata nella zona nord-est di Sassari, nel quartiere Monte Rosello.
Al suo interno è presente un monumento ai fanti della Brigata Sassari.
Negli ultimi anni il parco è stato sottoposto a grandi lavori di riqualificazione che hanno comportato la creazione di viali ciclopedonali, piazzole di sosta per il picnic ed un palco fisso per manifestazioni e concerti.
Il parco è stato intitolato al fondatore dello scautismo, Robert Baden-Powell.